# Договірні порти
Договірними портами називались портові міста в Китаї та Японії,  які були відкриті для зовнішньої торгівлі у результаті нерівноправних договорів із західними державами.

## Договірні порти Китаю
Британці створили перші  договірні порти Китаю за підсумками Першої опіумної війни у Нанкінському договорі 1842 року. Крім передачі острові Гонконг у безстрокове користування Великої Британії, у договорі також встановлювались п'ять договірних портів в Шанхаї, Кантоні (Гуанчжоу), Нінбо, Фучжоу і Сямень. В наступному році китайські і британські дипломати підписали договір у Хумені, який додав положення про екстериторіальності і надання режиму найбільшого сприяння. Наступні переговори з американцями (1843 і французами (1844) призвели до подальших поступок Китаю для цих держав на таких же умовах, як для Великої Британії .
Друга група договірних портів була створена після закінчення Другої опіумної  війни в 1860 році і в кінцевому підсумку у Китаї було створено більше 80 договірних портів за участю багатьох іноземних держав.
Іноземці, які були зосереджені у спеціально побудованих для них кварталах на околицях існуючих портових міст, користувались  правами екстериторіальності, які передбачались у "нерівноправних договорах". Клуби для іноземців, церкви та іподроми були побудовані у великих договірних портах. Деякі з цих територій безпосередньо орендували іноземні держави, фактично виділяючи їх з-під контролю місцевих органів влади Китаю.

## Договірні порти у Японії
Японія відкрила порти для зовнішньої торгівлі з США, Сімода і Хакодате, у 1854 році, відповідно до Канаґавського договору.
В 1858 році у новому договорі визначили чотири додаткових порти, Канаґава, Осака, Нагасакі,  Ніїгата. За договорами зі Сполученими Штатами були укладені аналогічні з Великою Британією, Нідерландами, Росією та Францією. Ці договори передбачали  право екстериторіальності для громадян відповідних держав.
Система договірних портів завершилась для Японії 1899 завдяки її швидкій модернізацію та зростання військової сили. Японія провела переговори у 1894 році, підписала новий договір з Англією, який змінив або скасував положення попередніх "нерівноправних" договорів. Інші країни підписали з Японією аналогічні договори. Нові договори набули чинності у липні 1899.